# Bass Communion (2001)
| Recensione | Giudizio |
| ---------- | -------- |
| AllMusic   |          |

Bass Communion è il terzo album in studio del musicista britannico omonimo, pubblicato nel marzo 2001 dalla Burning Shed.

## Descrizione
Il disco contiene una selezione di brani registrati da Steven Wilson tra il 1995 e il 1999, di cui alcuni pensati per possibili serie televisive.

## Tracce
Musiche di Steven Wilson.
1. Amphead (1997) – 13:14
2. Three Pieces for Television (1999): A - Sonar – 2:15
3. Three Pieces for Television (1999): B - Lina Romay – 2:40
4. Three Pieces for Television (1999): C - Grammatic Fog – 2:08
5. Slut 2.1 (1995) – 9:54
6. 43553E99.01 (1999) – 14:06
7. Sickness (1996) – 11:12
8. Reformat Spiders (1998) – 7:50

## Formazione
- Steven Wilson – strumentazione
- Theo Travis – strumentazione (traccia 8)